# Hamad Al-Montashari
Hamad Al-Montashari (em árabe: حمد المُنتشري) (nascido em 22 de Junho de 1982) é um ex-futebolista saudita e jogador do Al-Ittihad. Al-Montashari, um defensor, foi eleito o Futebolista Asiático do Ano, em 2005.

## Carreira
Pelo Al-Ittihad, Al-Montashari venceu as edições de 2004 e 2005 e da Liga dos Campeões da AFC.

## Seleção
Hamad Al-Montashari fez parte do elenco da Seleção Saudita de Futebol da Copa do Mundo de 2006 Ele representou a Seleção Saudita de Futebol na Copa da Ásia de 2004 e 2011.